# Hinterbrühl
Hinterbrühl je asi 17 km na jihozápad od Vídně ležící městys se 4.057 obyvateli.

## Geografie

### Členění obce
Obec se skládá z katastrálních území Hinterbrühl, Sparbach a Weissenbach s Wassergsprengem. Do roku 1971 byly to samostatné obce. Od roku 1963 byl Hinterbrühl městysem.

### Vývoj počtu obyvatel
V roce 1971 zde žilo 3.989 obyvatel, roku 1981 3.989, 1991 4.150, 2001 4.020 a v roce 2006 zde žilo 4.002 obyvatel.

### Sousední obce
Na severozápadu je Kaltenleutgeben, na severu Gießhübl, na severovýchodě Maria Enzersdorf, na západě Wienerwald, na východě Mödling a na jihu Gaaden.

## Historie
Nálezy u Kalendebergu a ve Wassesprengu dokazují, že již před 6.000 lety bylo území osídleno. Roku 1182 je poprvé Hinterbrühl zmíněn pod názvem "Gerungus de Prule".
Tak jako jiná místa v okolí, také Hinterbrühl trpěl pod tureckým obléháním v roce 1529 i v roce 1683. Protože velká část obyvatelstva byla zabita nebo odvlečena, bylo místo osídlováno kolonisty ze Štýrska. V létě 1850 se poprvé v Hinterbrühlu konaly obecní volby.
V létě 1883 byl zahájen provoz první rakouské elektrické dráhy z Mödlingu do Vorderbrühlu a v roku 1885 prodloužena dráha do Hinterbrühlu. Provoz této dráhy byl ale 31. března 1932 zastaven. Dnes dráhu připomíná jen konečná stanice.
Dne 4. srpna 1943 byla v Hinterbrühlu zřízena pobočka koncentračního tábora Mauthausen, kde byli nasazeni na nucené práce političtí vězni z celé Evropy do podzemní továrny Heinkelwerk v jeskyni Seegrotte, kde se vyráběly v té době díly do letadel pro německou Wehrmacht. V posledních dnech války v roce 1945 nacistické vedení tábora nařídilo přesunout asi 1800 koncentrovaných vězňů přemístit do 200 km vzdáleného tábora, cestu však nepřežil skoro nikdo z nich. Před odchodem bylo 51 vězňů usmrceno benzinovou injekcí, nebo příslušníky SS uškrceno.
V roce 1988 bylo nad jeskyní - v místě hromadného hrobu usmrcených dělníků - zřízen památník. V červenci 2000 a také v lednu 2004 bylo toto místo neznámými pachateli částečně zničeno.

### Slučování obcí
V roce 1971 probíhala reforma tehdy samostatných dolnorakouských obcí, ale podstatně menší obce jako Weissenbach s Rote Wasserspreng, jakož i Sparbach sloučeny.

## Školy
Sídlí zde škola národní, hlavní a pedagogická škola, jakož i SOS dětská vesnička. Společná s obcemi Gaaden a Wienerwald (obec) je Schubertova hudební škola.

## Doprava
Je tu vídeňská vnější okružní dálnice A21. Veřejnými dopravními prostředky jsou autobusy ÖBB, s napojením na Mödling.

## Hospodářství
Obec díky blízkosti velkoměsta Vídně je čistě obytnou obcí s velkým počtem obyvatel se dvěma bydlišti, kteří denně dojíždějí. Je tu jen několik provozů, hlavně kancelářské podniky. Přiměřeně tomu je malý daňový zisk, se kterým obec v infrastruktuře disponuje.

## Známé osobnosti
- Oskar Karlweis (1894-1956) - herec
- Heinrich Schnitzler, (1902-1982) - divadelní herec a režisér, syn Arthura Schnitzlera (1862-1931)
- Harald Cerny (*1973) - bývalý rakouský fotbalista

V Hinterbrühlu se zdržovalo při letním pobytu mnoho známých osobností:
- Ludwig van Beethoven (1770-1827)
- Ferdinand Georg Waldmüller (1793-1865) - malíř, maloval motivy zdejší krajiny, zemřel zde.
- Franz Schubert (1797-1828) - hudební skladatel
- Erich Spindelegger (*1919) - rakouský politik ÖVP
- I. Stangl (*1954) - herec a kabaretiér
- Michael Spindelegger (*1959) - rakouský politik ÖVP.